# 李侗

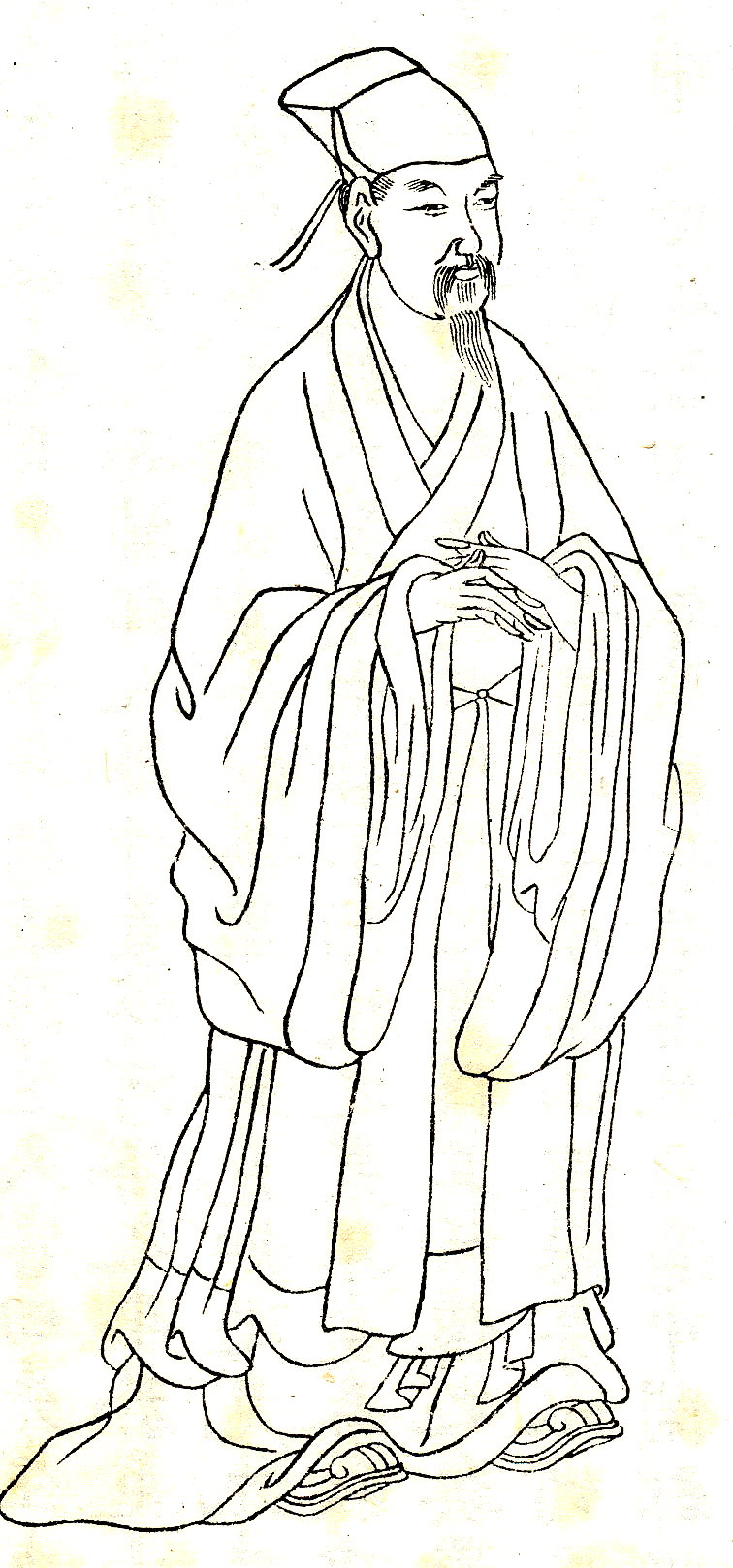
李侗

李侗（1093年—1163年），字願中，世稱延平先生，南劍州劍浦縣人，南宋學者。

## 生平
李侗為程頤的三傳弟子，年輕時拜楊時、羅從彥為師，得授《春秋》、《中庸》、《論語》、《孟子》。學成退居山田，謝絕世故四十年。李侗提出“理與心一”，主張「默坐澄心，體認天理」的認識方法。解釋「中庸」為「喜怒哀樂未發謂之中」。朱熹曾在武夷山從其門下，將其語錄輯成《延平答問》。李侗對朱熹十分器重，把貫通的「洛學」傳授朱熹。自此朱熹不但承襲二程的「洛學」，並綜合了北宋各大家思想，奠定了他一生學說的基礎。

## 外部連結
- 鍾彩鈞：〈謝上蔡、李延平與朱子早年思想 （页面存档备份，存于）〉。